# نمل الرصاصة
النملة الرصاصة أو الطلقة (باللاتينية: Paraponera clavata) هي نوع من أنواع النمل، المعروف باسم النمل الكونغا، أو رصاصة النمل، بسبب لسعتها القوية والفعالة. أنها تعيش في الأراضي المنخفضة الرطبة بالغابات المطيرة من نيكاراغوا وأقصى الشرق من هندوراس إلى الجنوب باراغواي. وتسمى النملة الرصاصة “نمل 24 ساعة ” من قبل السكان المحليين، في إشارة إلى 24 ساعة من الألم الذي يتبع من اصيب بلدغ.
وقد اكتسبت الحشرة المعروفة باسم «النملة الرصاصة» اسمها من الألم الشديد الذي تسببه لدغتها المليئة بالسم. ويعاني من يتعرض لهذه اللدغة من آثارها المؤلمة لمدة تتراوح ما بين 12 – 24 ساعة تالية.
وسميت بالرصاصة لأن من يتلقى لدغتها وكأنما تلقى رصاصة
عامل النمل يصل طولة إلى 18-30 مليمتر في الطول، وتشبه شجاع، الدبابير المجنحة المحمر والأسود، هي المفترسة، لا يعرض التعدد في الطبقة العاملة؛ وملكة النمل ليست أكبر بكثير من العمال.
ويزعم ان الألم الناجم عن لدغة هذه الحشرة تكون أكبر من أي حشرة أخرى غشائية الأجنحة، ويأتي في المرتبة باعتبارها الأكثر إيلاما وفقا لمؤشر ألم اللدغة، فانها توصف بأنها تسبب “موجات من الحرقان، والخفقان، والم طويل يستمر بلا هوادة لمدة تصل إلى 24 ساعة، ويعتقد أن النمل قد تطورت لسعتها لدرء أي من الحيوانات المفترسة التي عادة تكشف لهم.
وتشل اللدغة أعصاب الببتيد المعزولة عن السم، ويؤثر الصوديوم على القنوات الأيونية التي تعتمد على الجهد وتمنع انتقال متشابك في نظام الجهاز العصبي المركزي. ويجري التحقيق في التطبيقات الطبية الممكنة.
تتكون المستعمرات من عدة مئات من الأفراد وعادة ما تقع في قواعد الأشجار، في المنطقة مباشرة فوق العش الصغير، غالبا ما بقدر المظلة العليا؛ تستخدم علفا قليلا على أرضية الغابة. يحمل الرحيق بين الفك السفلي، وهو الغذاء الأكثر شيوعا أعادوه إلى العش بواسطة علافات.
النملة الطلقة رشيقة وقادرة على صد الذباب. ينجذب كل من الذكور والإناث عن طريق الذباب برائحة جرح النمل؛ الإناث تضع البيض، وكذلك الأعلاف، وإطعام الذكور وربما تتزاوج مع الإناث. ينجذب الذباب إلى سحق نملة في غضون شهرين إلى ثلاث دقائق، ويمكن أن تنجذب 10 أو أكثر من الذباب إلى كل نملة. كل نملة يمكن أن تؤوي 20 من يرقات الذبابة.
غير أن جوستين شميت العالم في مجال الحشرات، والذي وضع مؤشر شميت للدغات الحشرات قد اقترب بما يكفي من هذه النملة المتوحشة وهي في وضع الهجوم، فقط لكي يصنف لدغتها على أنها الأكثر إيلاماً في العالم، من بين مثيلاتها من لدغات الحشرات الأخرى.
ووصف شميت تجربته في هذا السياق بالقول إنها كانت عبارة عن «ألم خالص ومبرّح وحاد، مثل السير على فحم مشتعل، وقد غرس في كعبك مسمارٌ طوله ثلاث بوصات».